# Trajekt Mainz–Gustavsburg
Das Rheintrajekt Mainz–Gustavsburg war eine Eisenbahnfähre, die Eisenbahnanlagen der Hessischen Ludwigsbahn, die unverbunden in und bei Mainz auf beiden Seiten des Rheins lagen, von 1858 bis 1862 miteinander verband.

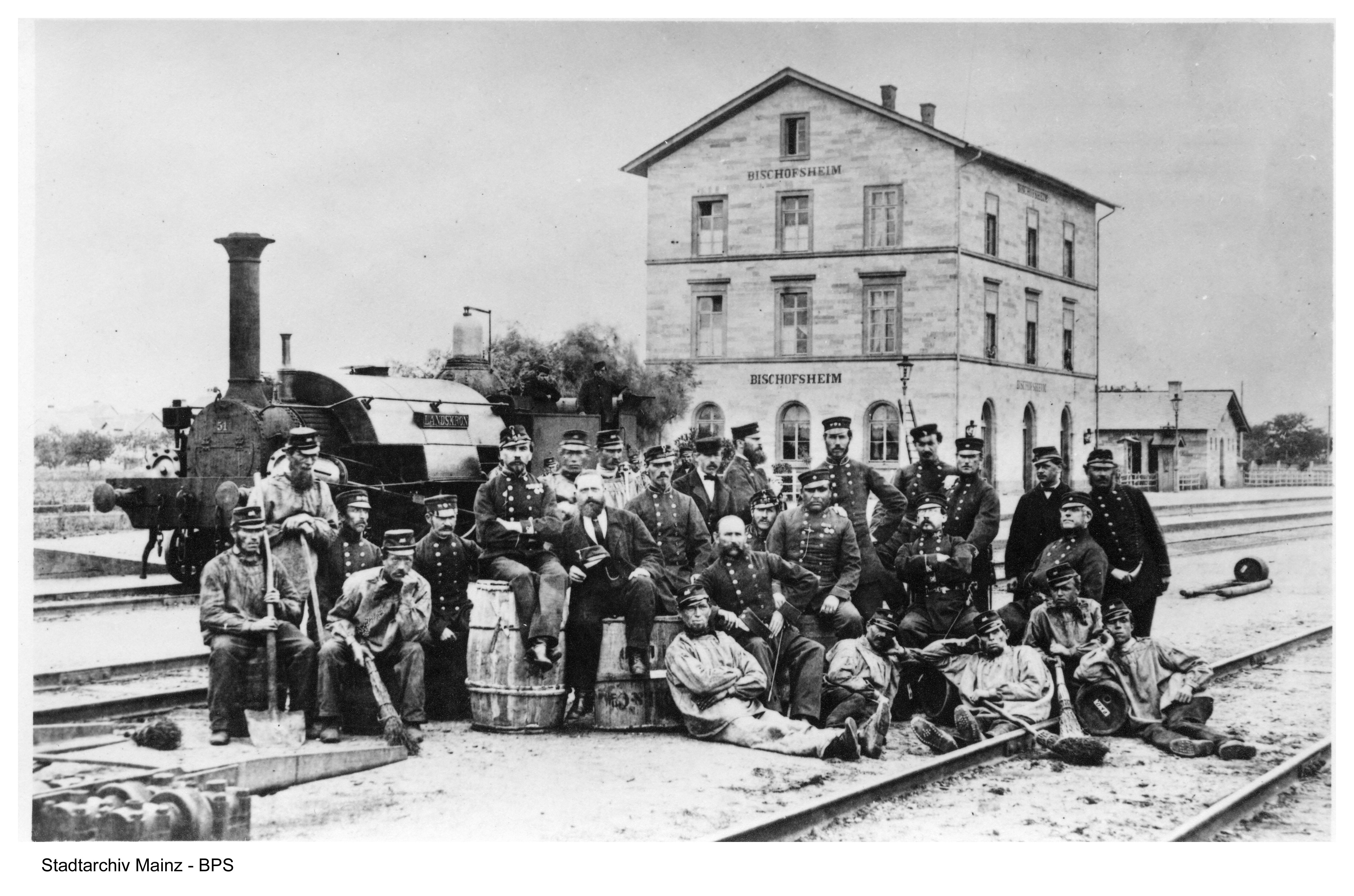
Bahnhofspersonal in Bischofsheim mit der Lokomotive „Landskron“ (1867), die auch im Rangierverkehr am Trajekt eingesetzt war.

## Ausgangslage
1853 ging die Bahnstrecke Mainz–Ludwigshafen in Betrieb. Als 1858 die Rhein-Main-Bahn eröffnet wurde, endete diese, von Aschaffenburg und Darmstadt kommend, zunächst rechtsrheinisch in Gustavsburg. Damit besaß die Hessische Ludwigsbahn nun Eisenbahnanlagen auf beiden Seiten des Rheins, die durch Gleise (noch) nicht verbunden waren. Dieser Lücke im Betrieb sollte das Trajekt Mainz–Gustavsburg abhelfen.

## Betrieb
Für das Trajekt wurde ein mehr als 4 km langer Anschluss von Bischofsheim zum Hafen von Gustavsburg verlegt und der Hafenbahnhof Gustavsburg eröffnet. Auf der Mainzer Seite wurde ein Gleis vom Endbahnhof der Bahnstrecke Mainz–Ludwigshafen an den Rhein nach Mainz-Weisenau errichtet. Die Bahn beschaffte zwei Raddampfer, an die die Pontons längsseits angekoppelt wurden, auf denen die Güterwagen, die übergesetzt werden sollten, standen.

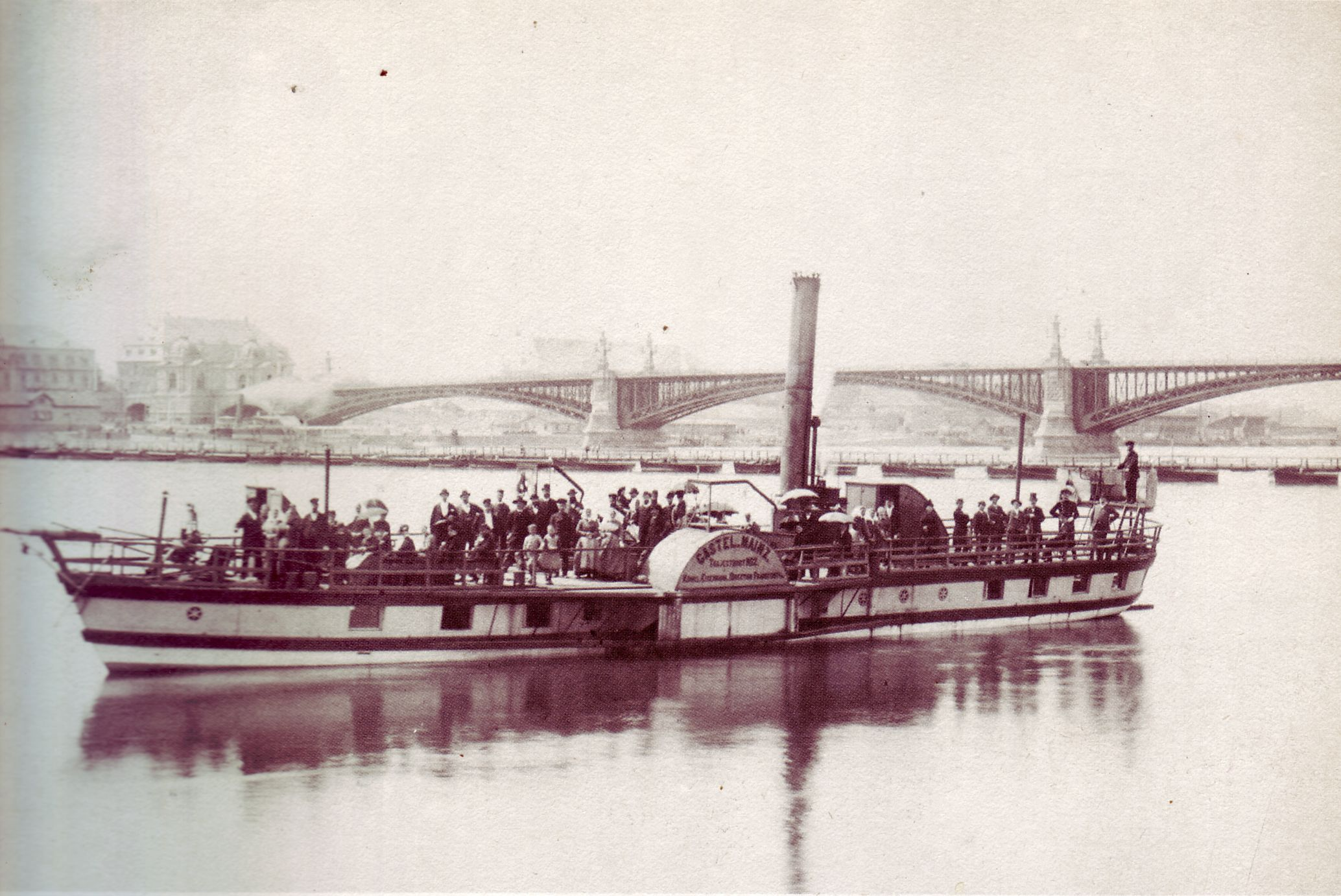
Eines der beiden Trajektboote, die die Bahnhöfe in Mainz und Gustavsburg bis zum Bau der Südbrücke 1862 verbanden. Im Hintergrund erkennt man die neu erbaute Straßenbrücke und die noch vorhandene Schiffsbrücke.

Der Personenverkehr wurde am 1. August 1858 aufgenommen. Fahrgäste benutzten das Trajekt als Fähre, Reisezugwagen wurden nicht übergesetzt. Das Gütertrajekt ging am 18. November 1858 in Betrieb.

## Ende
Die Südbrücke in Mainz wurde von 1860 bis 1862 als Verbindung der auf beiden Seiten des Rheins gelegenen Eisenbahnanlagen der Hessischen Ludwigsbahn errichtet. Am 20. Dezember 1862 wurde sie in Betrieb genommen und seit dem 3. Januar 1863 fahrplanmäßig befahren. Damit entfiel die Aufgabe des Trajekts, das seinen Betrieb einstellte.